# Acta Mathematica
Acta Mathematica — один из крупнейших рецензируемых научных журналов, освещающих исследования во всех областях математики. Был создан в 1882 году Магнусом Гёста Миттаг-Леффлером и публиковался Институтом Миттаг-Леффлера, исследовательским институтом математики Шведской королевской академии наук.
С 2006 года журнал издаётся компанией Springer Science+Business Media.
Импакт-фактор, по данным 2014 года, составляет 2,469 (Journal Citation Reports, Thomson Reuters).

## Серийные номера
ISSN
- 0001-5962 (печатная версия)
- 1871-2509 (web-версия)

LCCN 15001937
CODEN ACMAA8
OCLC 01460915